# Amandine (pomme de terre)
Pour les articles homonymes, voir Amandine (homonymie).
L'Amandine est une variété de pomme de terre française créée par les semenciers Unicopa et Clause. Elle est inscrite au catalogue officiel français depuis 1994 ainsi qu'au catalogue européen.
Cette variété a été obtenue par le croisement de 'Charlotte', à laquelle elle ressemble, et de 'Mariana'. C'est une pomme de terre de calibre moyen, de forme oblongue allongée, à peau fine de couleur jaune et à chair jaune pâle.

## Caractéristiques
Variété précoce (environ 90 jours), elle est particulièrement adaptée à la production de primeurs et figure parmi les variétés agréées pour la production de pomme de terre de l'île de Ré (AOC). Elle est résistante à la galle verruqueuse et peu sensible à la gale commune, mais assez sensible au mildiou. Les tubercules assez sensibles aux chocs, ont une faible aptitude à la conservation.
Sur le plan culinaire elle est classée dans le groupe A. C'est une pomme de terre à chair fine, aqueuse (faible teneur en matière sèche), se délitant peu à la cuisson, adaptée pour les salades, les pommes vapeur ou en robe des champs.

## Origine génétique
| 'Apollo' F. Levieil/Coop. de Lennon (France, 1970) | 'Apollo' F. Levieil/Coop. de Lennon (France, 1970) | 'Apollo' F. Levieil/Coop. de Lennon (France, 1970) | 'Apollo' F. Levieil/Coop. de Lennon (France, 1970) | 'Apollo' F. Levieil/Coop. de Lennon (France, 1970) | 'Apollo' F. Levieil/Coop. de Lennon (France, 1970) |                                         |                                         | 'Humalda' Friese Mij. Van Landbouw (Pays-Bas, 1965) | 'Humalda' Friese Mij. Van Landbouw (Pays-Bas, 1965) | 'Humalda' Friese Mij. Van Landbouw (Pays-Bas, 1965) | 'Humalda' Friese Mij. Van Landbouw (Pays-Bas, 1965) | 'Humalda' Friese Mij. Van Landbouw (Pays-Bas, 1965) | 'Humalda' Friese Mij. Van Landbouw (Pays-Bas, 1965) |            |  |  |  |  |  | 'Hansa' Vereinigte Saatzzuchten Ebstorf (Allemagne, 1957) | 'Hansa' Vereinigte Saatzzuchten Ebstorf (Allemagne, 1957) | 'Hansa' Vereinigte Saatzzuchten Ebstorf (Allemagne, 1957) | 'Hansa' Vereinigte Saatzzuchten Ebstorf (Allemagne, 1957) | 'Hansa' Vereinigte Saatzzuchten Ebstorf (Allemagne, 1957) | 'Hansa' Vereinigte Saatzzuchten Ebstorf (Allemagne, 1957) |                                           |                                           | 'Danae' (France, 1975)                    | 'Danae' (France, 1975)                    | 'Danae' (France, 1975) | 'Danae' (France, 1975) | 'Danae' (France, 1975) | 'Danae' (France, 1975) |  |  |  |  |  |  |  |  |  |  |  |  |  |  |  |  |  |  |  |  |  |  |  |  |  |  |
| 'Apollo' F. Levieil/Coop. de Lennon (France, 1970) | 'Apollo' F. Levieil/Coop. de Lennon (France, 1970) | 'Apollo' F. Levieil/Coop. de Lennon (France, 1970) | 'Apollo' F. Levieil/Coop. de Lennon (France, 1970) | 'Apollo' F. Levieil/Coop. de Lennon (France, 1970) | 'Apollo' F. Levieil/Coop. de Lennon (France, 1970) |                                         |                                         | 'Humalda' Friese Mij. Van Landbouw (Pays-Bas, 1965) | 'Humalda' Friese Mij. Van Landbouw (Pays-Bas, 1965) | 'Humalda' Friese Mij. Van Landbouw (Pays-Bas, 1965) | 'Humalda' Friese Mij. Van Landbouw (Pays-Bas, 1965) | 'Humalda' Friese Mij. Van Landbouw (Pays-Bas, 1965) | 'Humalda' Friese Mij. Van Landbouw (Pays-Bas, 1965) |            |  |  |  |  |  | 'Hansa' Vereinigte Saatzzuchten Ebstorf (Allemagne, 1957) | 'Hansa' Vereinigte Saatzzuchten Ebstorf (Allemagne, 1957) | 'Hansa' Vereinigte Saatzzuchten Ebstorf (Allemagne, 1957) | 'Hansa' Vereinigte Saatzzuchten Ebstorf (Allemagne, 1957) | 'Hansa' Vereinigte Saatzzuchten Ebstorf (Allemagne, 1957) | 'Hansa' Vereinigte Saatzzuchten Ebstorf (Allemagne, 1957) |                                           |                                           | 'Danae' (France, 1975)                    | 'Danae' (France, 1975)                    | 'Danae' (France, 1975) | 'Danae' (France, 1975) | 'Danae' (France, 1975) | 'Danae' (France, 1975) |  |  |  |  |  |  |  |  |  |  |  |  |  |  |  |  |  |  |  |  |  |  |  |  |  |  |
|                                                    |                                                    |                                                    |                                                    |                                                    |                                                    |                                         |                                         |                                                     |                                                     |                                                     |                                                     |                                                     |                                                     |            |  |  |  |  |  |                                                           |                                                           |                                                           |                                                           |                                                           |                                                           |                                           |                                           |                                           |                                           |                        |                        |                        |                        |  |  |  |  |  |  |  |  |  |  |  |  |  |  |  |  |  |  |  |  |  |  |  |  |  |  |
|                                                    |                                                    |                                                    |                                                    | 'Mariana' Clause/Unicopa (France, 1981)            | 'Mariana' Clause/Unicopa (France, 1981)            | 'Mariana' Clause/Unicopa (France, 1981) | 'Mariana' Clause/Unicopa (France, 1981) | 'Mariana' Clause/Unicopa (France, 1981)             | 'Mariana' Clause/Unicopa (France, 1981)             |                                                     |                                                     |                                                     |                                                     |            |  |  |  |  |  |                                                           |                                                           |                                                           |                                                           | 'Charlotte' Clause/Unicopa (France, 1982)                 | 'Charlotte' Clause/Unicopa (France, 1982)                 | 'Charlotte' Clause/Unicopa (France, 1982) | 'Charlotte' Clause/Unicopa (France, 1982) | 'Charlotte' Clause/Unicopa (France, 1982) | 'Charlotte' Clause/Unicopa (France, 1982) |                        |                        |                        |                        |  |  |  |  |  |  |  |  |  |  |  |  |  |  |  |  |  |  |  |  |  |  |  |  |  |  |
|                                                    |                                                    |                                                    |                                                    | 'Mariana' Clause/Unicopa (France, 1981)            | 'Mariana' Clause/Unicopa (France, 1981)            | 'Mariana' Clause/Unicopa (France, 1981) | 'Mariana' Clause/Unicopa (France, 1981) | 'Mariana' Clause/Unicopa (France, 1981)             | 'Mariana' Clause/Unicopa (France, 1981)             |                                                     |                                                     |                                                     |                                                     |            |  |  |  |  |  |                                                           |                                                           |                                                           |                                                           | 'Charlotte' Clause/Unicopa (France, 1982)                 | 'Charlotte' Clause/Unicopa (France, 1982)                 | 'Charlotte' Clause/Unicopa (France, 1982) | 'Charlotte' Clause/Unicopa (France, 1982) | 'Charlotte' Clause/Unicopa (France, 1982) | 'Charlotte' Clause/Unicopa (France, 1982) |                        |                        |                        |                        |  |  |  |  |  |  |  |  |  |  |  |  |  |  |  |  |  |  |  |  |  |  |  |  |  |  |
|                                                    |                                                    |                                                    |                                                    |                                                    |                                                    |                                         |                                         |                                                     |                                                     |                                                     |                                                     |                                                     |                                                     |            |  |  |  |  |  |                                                           |                                                           |                                                           |                                                           |                                                           |                                                           |                                           |                                           |                                           |                                           |                        |                        |                        |                        |  |  |  |  |  |  |  |  |  |  |  |  |  |  |  |  |  |  |  |  |  |  |  |  |  |  |
|                                                    |                                                    |                                                    |                                                    |                                                    |                                                    |                                         |                                         |                                                     |                                                     |                                                     |                                                     |                                                     |                                                     | 'Amandine' |  |  |  |  |  |                                                           |                                                           |                                                           |                                                           |                                                           |                                                           |                                           |                                           |                                           |                                           |                        |                        |                        |                        |  |  |  |  |  |  |  |  |  |  |  |  |  |  |  |  |  |  |  |  |  |  |  |  |  |  |